# Munkebjerg (Odense)
 For alternative betydninger, se Munkebjerg. (Se også artikler, som begynder med Munkebjerg)
Munkebjerg er et overvejende middelklassekvarter beliggende i det centrale Odense
Munkebjerg grænser op til Hunderup i vest, hvor det afgrænses af Hjallesevej, og byens centrum i nord. 
Kvarteret har status som et familievenligt boligkvarter med både lejligheder (i området omkring H.C Andersensgade) og parcelhuse som på og omkring Munkebjergvej og Munkebjergskolen. 
Socialdemokratiet står traditionelt set stærkt i området, som det også ses på resultaterne af stemmer afgivet ved valgstedet Munkebjergskolen fra folketingsvalget i 2011, hvor partiet fik 24,8% af stemmerne. Dog vinder partiet Venstre samt Det Radikale Venstre også bred opbakning i kvarteret med henholdsvis 20,7 og 12,6% af stemmerne ligeledes fra valget i 2011.   
De fleste af kvarterets børn går på den lokale Munkebjergskolen, mens enkelte går på Odense Friskole og/eller Giersings Realskole.
På Østerbæksvej i kvarteret findes Munkebjerg Kirke.
Munkebjergkvarteret er desuden hjemsted for fodboldklubben OKS.
Munkebjergkvarteret kaldes i dagligtale for Munken.
|  | Denne artikel om lokaliteten Munkebjerg (Odense) kan blive bedre, hvis der indsættes et (bedre) billede. Du kan hjælpe ved at afsøge Wikimedia Commons for et passende billede eller lægge et op på Wikimedia Commons med en af de tilladte licenser og indsætte det i artiklen. |

55°23′11.30″N 10°24′11.35″Ø / 55.3864722°N 10.4031528°Ø